# Хуанеле
Хуан Кастаньо Кірос (ісп. Juan Castaño Quirós) або Хуанеле (ісп. Juanele, нар. 10 квітня 1971, Хіхон, Іспанія) — колишній іспанський футболіст, що грав на позиції нападника.
Виступав, зокрема, за клуби «Тенерифе» та «Реал Сарагоса», а також національну збірну Іспанії.
Дворазовий володар Кубка Іспанії з футболу.

## Клубна кар'єра
Вихованець футбольної школи клубу «Спортінг» (Хіхон). Дорослу футбольну кар'єру розпочав 1991 року в основній команді того ж клубу, в якій провів три сезони, взявши участь у 91 матчі чемпіонату.
Своєю грою за цю команду привернув увагу представників тренерського штабу клубу «Тенерифе», до складу якого приєднався 1994 року. Відіграв за клуб із Санта-Крус-де-Тенерифе наступні п'ять сезонів своєї ігрової кар'єри. Більшість часу, проведеного у складі «Тенерифе», був основним гравцем атакувальної ланки команди.
1999 року уклав контракт з клубом «Реал Сарагоса», у складі якого провів наступні п'ять років своєї кар'єри гравця. Граючи у складі сарагоського «Реала» також здебільшого виходив на поле в основному складі команди. За цей час двічі виборював титул володаря кубка Іспанії.
Протягом 2004—2005 років захищав кольори команди клубу «Тарраса».
Завершив професійну ігрову кар'єру у клубі «Реал Авілес», за команду якого виступав протягом 2005—2006 років.

## Виступи за збірні
1992 року залучався до складу молодіжної збірної Іспанії. На молодіжному рівні зіграв у 2 офіційних матчах.
1994 року дебютував в офіційних матчах у складі національної збірної Іспанії. Протягом кар'єри у національній команді, яка тривала усього 1 рік, провів у формі головної команди країни 5 матчів, забивши 2 голи.
У складі збірної був учасником чемпіонату світу 1994 року у США.

## Досягнення
- Володар Кубка Іспанії з футболу:

«Реал Сарагоса»: 2000–2001, 2003–2004